# Prairie View (Kansas)
Pour les articles homonymes, voir Prairie View.
Prairie View est une ville américaine située dans le comté de Phillips, au Kansas. Selon le recensement de 2020, sa population est de 106 habitants.